# Juan Guaidó
Juan Gerardo Guaidó Márquez (La Guaira, 28 juli 1983) is een Venezolaans ingenieur, politicus en nationale gedeputeerde voor de staat Vargas. Op 5 januari 2019 werd hij voorzitter van de Nationale Assemblée van Venezuela, als jongste persoon ooit in deze functie. Guaidó was voorheen lid van de partij Volkswil (Voluntad Popular), maar nam daar afstand van omdat hij naar eigen zeggen iedereen in Venezuela wil vertegenwoordigen ongeacht politieke voorkeur. Guaidó wordt beschouwd als de leider van de oppositie tegen het chavismo.
Na massale anti-regeringsdemonstraties op 23 januari 2019 riep Guaidó zichzelf uit tot interim-president van Venezuela. Hij kreeg direct daarop erkenning van de Lima Groep, de Verenigde Staten, en steun van de Europese Unie. Anderzijds maakten de landen Uruguay, Bolivia, Mexico, Nicaragua, Rusland, China en Turkije kenbaar de regering Maduro te blijven erkennen en te steunen. Op 26 januari 2019 lieten de landen Frankrijk, Duitsland, Verenigd Koninkrijk, Spanje en Nederland weten dat zij oppositieleider Guaidó zullen erkennen als de rechtmatige president van Venezuela, als zittend president Nicolás Maduro niet binnen acht dagen nieuwe verkiezingen uitschrijft.
Op 6 januari 2021 maakten de lidstaten van de Europese Unie in een gezamenlijke verklaring bekend dat de EU Guaidó niet langer erkent als interim-president van Venezuela omdat zijn termijn als parlementsvoorzitter is verstreken. In december 2022 stemden drie van de vier Venezolaanse oppositiepartijen voor ontbinding van de interim regering van Guaidó. De ontbinding ging in op 5 januari 2023.

## Leven
Guaidó groeide op in een middenklassengezin met acht kinderen. Zijn ouders waren luchtvaartpiloot en onderwijzer. Hij voltooide zijn studie als industrieel ingenieur aan de Universidad Católica Andrés Bello (UCAB). Guaidó volgde ook managementstudies aan de George Washington-universiteit in de Verenigde Staten en aan het Venezolaanse Instituto de Estudios Superiores de Administración (IESA).
Guiadó betrad de politieke arena als lid van de studentenbeweging tegen de grondwetshervorming, zoals voorgesteld door president Hugo Chavez in 2007. In 2009 werd hij, samen met Leopoldo López en een groep van jongeren, mede-oprichter van de partij Voluntad Popular. Binnen de partij is hij coördinator voor de staat Vargas en verantwoordelijk voor nationale organisatie-zaken.
Bij de parlementaire verkiezingen van 2010, werd Guaidó gekozen tot substituut-gedeputeerde voor Bernardo Guerra, en bij de verkiezingen van 2015 verwierf hij met 97.492 stemmen (26,01%) een zetel in de Nationale Assemblée. Hier onderzocht Guaidó gevallen van corruptie rond de regering Maduro en werkte hij samen met onafhankelijke organisaties om gestolen geld aan Venezolaanse burgers te retourneren. Hij nam ook deel aan de Venezolaanse protesten van 2017 en hield hieraan littekens over op zijn nek nadat hij werd neergeschoten door autoriteiten gewapend met rubberen kogels.
In december 2018 werd hij door de oppositie, bekend onder de naam Tafel van Democratische Eenheid (MUD), aangewezen als parlementsvoorzitter. Hij trad op 5 januari 2019 aan als nieuwe voorzitter voor de termijn van een jaar. In zijn beëdigingstoespraak sprak hij over de grote problemen die het land teisteren, waaronder de politieke gevangenen, de algemene crisis waar Venezuela voor staat, de corruptie en de uittocht van Venezolanen. Guaidó gaf te kennen dat de Nationale Assemblée de regering Maduro zal negeren met ingang van de tweede ambtstermijn van Nicolás Maduro op 10 januari 2019. Ook stelde hij dat vanaf die datum het parlement de "enige legitieme macht" in Venezuela is.

### Zelfbenoemd interim-president
Guaidó kondigde op 11 januari 2019 aan, dat op grond van artikel 233 van de Grondwet hij de verantwoordelijkheid op zich neemt om nieuwe nationale verkiezingen uit te schrijven. Hierna ontstond er onenigheid of er al dan niet ook sprake was van het tussentijds aantreden van Guaidó als president van Venezuela. Dit wetsartikel geeft de parlementsvoorzitter het recht, in geval van een machtsvacuüm of machtsmisbruik, het interim-presidentschap van Venezuela op zich te nemen. Sinds het doen van deze uitlatingen wordt Guaidó bedreigd en was hij kortstondig ontvoerd.
Op 23 januari riep Guaidó zichzelf in Caracas uit tot interim-president. Zijn presidentschap werd diezelfde dag al erkend door Canada, de Verenigde Staten en acht Zuid-Amerikaanse landen, waaronder Brazilië en Argentinië. Op 31 januari 2019 heeft het Europees Parlement Guaidó ook erkend. De overgrote meerderheid stemde voor een resolutie, waarmee Europese regeringsleiders worden opgeroepen hem te erkennen als legitieme kandidaat.